# Magnus Munck
Magnus Munck Bjørnholm (* 5. Januar 2005) ist ein dänischer Fußballspieler. 

## Karriere

### Verein
Magnus Munck kam im Alter von 12 Jahren in die Jugendabteilung des FC Nordsjælland und gab am 31. August 2022 im Alter von 17 Jahren beim 1:0-Auswärtssieg im dänischen Pokal gegen BK Frem Kopenhagen sein Pflichtspieldebüt für die Profimannschaft. Sein erstes Ligaspiel bestritt Munck am 29. Mai 2023, als er bei der 1:5-Niederlage gegen Brøndby IF in der 83. Minute für Mario Dorgeles eingewechselt wurde. Im Sommer 2024 folgte dann eine Leihe an den belgischen Zweitligisten RSCA Futures, die als U-23-Mannschaft des RSC Anderlecht fungiert.

### Nationalmannschaft
Magnus Munck gab am 9. Oktober 2020 beim 2:0-Sieg im Freundschaftsspiel in Duisburg gegen Deutschland sein Debüt für die U-16 der Dänen. Er kam für diese Altersklasse zu insgesamt vier Einsätzen. Von 2021 bis 2022 war Munck dann U-17-Nationalspieler und nahm mit seiner Mannschaft an der U17-Europameisterschaft 2022 in Israel teil. Die Dänen erreichten bei diesem Turnier das Viertelfinale und schieden dort gegen Serbien aus. Magnus Munck kam dabei bis zum Ausscheiden in zwei Partien zum Einsatz; insgesamt kam er zu 14 Einsätzen und schoss drei Tore. Von 2022 bis 2023 spielte er in vier Partien für die U-18 Dänemarks und erzielte dabei einen Treffer beim 2:0-Sieg in Norwegen. Zuletzt absolvierte er zwei Testspiele für die U-19-Auswahl seines Landes.